# 藏南舌唇兰
藏南舌唇兰（学名：Platanthera clavigera），为兰科舌唇兰属下的一个植物种。